# シェイク・エム・オン・ダウン
「シェイク・エム・オン・ダウン (Shake 'Em On Down)」は、ブッカ・ホワイトが1937年に吹き込んだデルタ・ブルースの楽曲。ホワイトにとって最もよく知られた曲であり、「シカゴ・ブルースのレパートリーの一部になっている」。

## 背景
1930年代にビクター・レコードや、オーケー・レコード (Okeh Records) で数枚の吹き込みを行なった後、ブッカ・ホワイトは、ヴォカリオン・レコード(Vocalion Records) のプロデューサーであったレスター・メルローズ (Lester Melrose) の関心を引いた。1937年、メルローズはホワイトにシカゴでレコードを吹き込む機会を設けたが、ホワイトは銃撃事件に関わったとして逮捕され、2年の実刑判決を受け、悪名高いミシシッピ州の州立刑務所 (Mississippi State Penitentiary)、通称「パーチマン監獄農場 (Parchman Prison Farm)」に投獄された。しかし、ホワイトは、一時保釈中に抜け出したか、メルローズによる何らかの手配があって、服役中に「シェイク・エム・オン・ダウン」と「Pinebluff, Arkansas」の2曲を吹き込んだ。

## オリジナル録音
「シャッフルするリズムにのせて、きわどい歌詞」が歌われる「シェイク・エム・オン・ダウン」は、ホワイトのボーカルとギターに、奏者不明のセカンド・ギターが加わる形で録音された。このオリジナル録音は、キーはE（ホ長調）で、4分の4拍子、中間的なテンポの12小節のブルースであった。
「シェイク・エム・オン・ダウン」は、ヒット曲となり、ホワイトは「パーチマン（刑務所）の中でのセレブリティになった」という。「ミシシッピ州の知事がパーチマンを訪問した際、ホワイトは演奏を披露したが、ホワイトはこのとき、知事が既に自分のことを知っていたことに驚いた」という。ホワイトが服役していた2年半ほどの間に生じた大衆の嗜好の変化にもかかわらず、もっぱら「シェイク・エム・オン・ダウン」の力によって、釈放後のホワイトはメルローズのヴォカリオンで、録音を再開することができた

## 他の録音
ブッカ・ホワイトの成功の後、「シェイク・エム・オン・ダウン」は何人ものブルースマンによって録音された。ホワイトが付けた曲名で吹き込んだ者もいれば、「Ride 'Em on Down」。「Break 'Em on Down」、「Truck 'Em on Down」などと題名を少しいじった例もあった。ビッグ・ビル・ブルーンジーは、1938年にこの曲を吹き込み (Vocalion 4149)、ホワイト盤よりも「さらに大きなヒットとなった。これに、 トミー・マクレナン (Tommy McClennan)（1939年：Bluebird 8347）、 ビッグ・ジョー・ウィリアムス (Big Joe Williams)（1941年：Bluebird 8969）、 ロバート・ペットウェイ (Robert Petway)（1941年：Bluebird 8838）などが続いた。
ミシシッピ・フレッド・マクダウェル (Mississippi Fred McDowell) は、エレクトリック・スライド・ギターによる演奏をいくつも遺しており、1972年のアルバム『Live in New York』にも、この曲が収められている。
イギリスのロック・バンドであるサヴォイ・ブラウン (Savoy Brown) は、1967年のデビュー・アルバム『Shake Down』のために、この曲を吹き込んだ。
レッド・ツェッペリンの1970年の曲「ハッツ・オフ・トゥ・ロイ・ハーパー (Hats Off to (Roy) Harper)」は、この曲とよく似た歌詞で歌われている。

レッド・ツェッペリンの1975年の曲「カスタード・パイ (Custard Pie)」にも、同様の歌詞が使われている。
ブラック・クロウズは、「シェイク・エム・オン・ダウン」のライブ演奏を、1992年のアルバム『サザン・ハーモニー (The Southern Harmony And Musical Companion)』に、日本発売盤のみのボーナス・トラックとして収録した。
リコイルは、ブッカ・ホワイトが演奏した「シェイク・エム・オン・ダウン」を加工して、1992年のアルバム『ブラッドライン (Bloodline)』に収録した「エレクトロ・ブルース・フォー・ブッカ・ホワイト (Electro Blues for Bukka White)」に使用し、さらに2000年のシングル「Jezebel」に「Electro Blues for Bukka White (2000 Version)」を収録した。
R・L・バーンサイド (R.L. Burnside) はこの曲を何回も吹き込んでおり、ジョン・スペンサー・ブルース・エクスプロージョンと共演した1996年のアルバム『A Ass Pocket of Whiskey』にもこの曲を収録している。
ノース・ミシシッピ・オールスターズ (North Mississippi Allstars) は、グラミー賞の「最優秀コンテンポラリー・ブルース・アルバム賞」にノミネートされた2000年のアルバム『Shake Hands with Shorty』に、この曲を収録している。
ローリング・ストーンズが2016年に発売したカバーアルバム『ブルー&ロンサム』にこの曲を収録している。